# Herrand II. von Wildon
Herrand von Wildon (auch Herrand II. von Wildonie; * um 1230 Wildon; † um 1278) war ein steirischer Dichter, Ministeriale und Politiker des 13. Jahrhunderts (urkundlich bezeugt von 1248 bis 1278). Sein literarisches Werk umfasst Minnelieder und Verserzählungen. Er gilt als der erste adelige Dilettant, der auch im novellistischen Genre tätig war.

## Leben

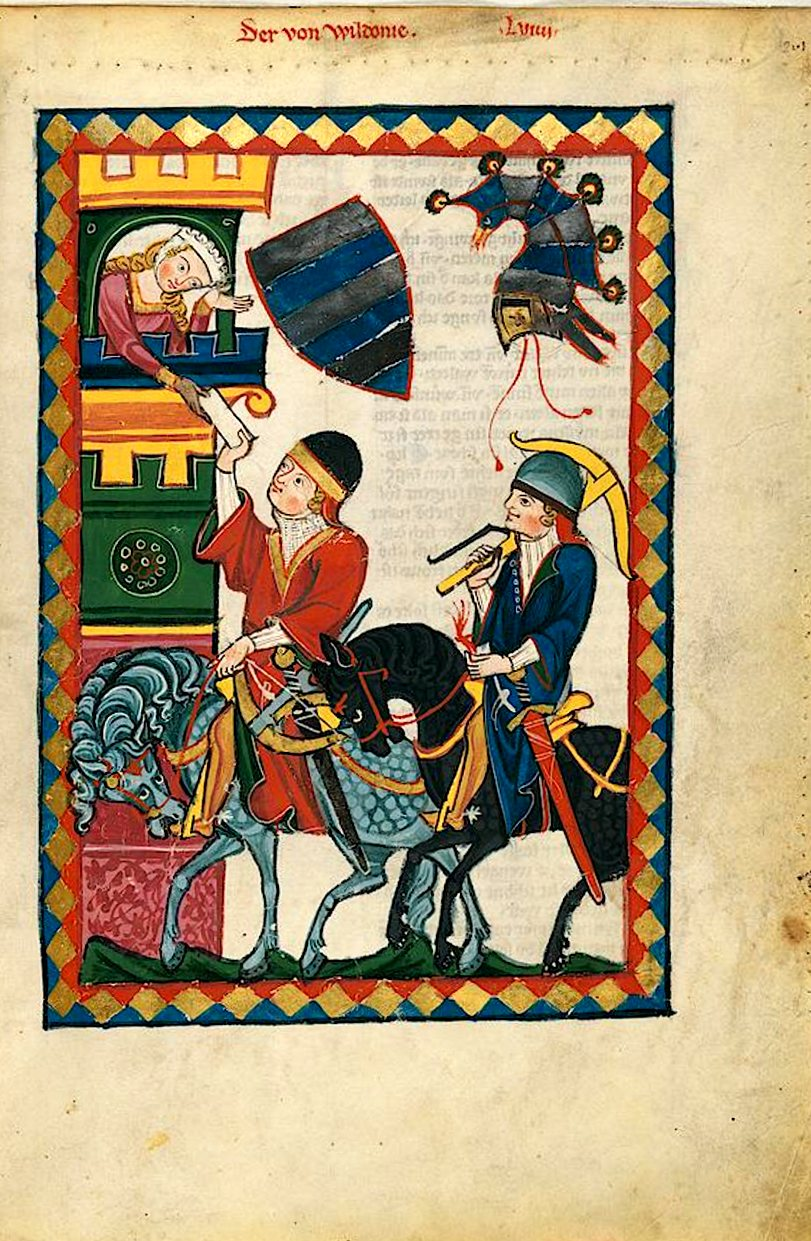
[http://digi.ub.uni-heidelberg.de/diglit/cpg848/0397 Seite 201r, Codex Manesse: Miniatur des Herrand von Wildon

Herrand war der Sohn von Ulrich I. († ~1262) und verfolgte politisch die Linie seines Vaters. Er war 1258 Anhänger des mit den Ungarn verbündeten Bischofs Ulrich von Seckau bei dessen Kampf gegen Philipp von Spanheim und erlitt mit Ulrich die Niederlage bei Radstadt. Nach dem Erlöschen der Babenberger wandten er und sein Vater sich 1259 von Béla IV. ab und unterstützten Böhmenkönig Ottokar II. 1260 in der Schlacht bei Kressenbrunn. Doch schon vor 1262 begannen die Probleme mit der böhmischen Herrschaft: Herrand wurde mitsamt seinem Schwiegervater Ulrich von Liechtenstein vom böhmischen Statthalter Wok von Rosenberg als „Missvergnügter“ an den König gemeldet, 1265 vom Burgenbauverbot betroffen und 1268 beim Konflikt nach dem zweiten Preußenzug wohl mit seinem Bruder Hartnid III. als Verschwörer eingekerkert. Auch andere steirische Edle (siehe z. B. Heinrich von Pfannberg) waren von dieser Aktion betroffen. Die Wildonier mussten ihre Burgen Eppenstein, Burg Alt-Gleichenberg und Primaresburg abtreten, von denen die letzten beiden geschleift wurden. 1276 finden wir Herrand an prominenter Stelle als Mitunterzeichner des Reiner Schwurs, der den Anfang vom Ende des Böhmenkönigs miteinläutete. Wenig verwunderlich scheint es, dass Herrand schließlich Ottokar ganz absagte und Parteigänger Rudolfs des I. von Habsburg wurde.
Herrand wechselte also während der politischen Wirren des Interregnums immer wieder die Fronten: zuerst als Anhänger Belas von Ungarn, danach Ottokars von Böhmen und schlussendlich Rudolfs von Habsburg. Diese Strategie verfolgten zur damaligen Zeit auch viele andere steirische Landesherren, vermutlich, um sich größtmögliche Selbstständigkeit zu erhalten.
Herrand war – wie vor ihm schon sein Großvater Herrand I. – von 1267 bis 1278 Truchsess des Landesfürsten. 1278 gab es einen Streit zwischen den Wildoner Brüdern um Waldstein und Primaresburg. Herrand erhielt die Primaresburg sowie Hundsdorf (Großstübing), Waldstein mit Übelbach fiel an Hartnid.
Vor 1260 heiratete er Perchta, eine Tochter Ulrichs von Liechtenstein, was die beiden schon politisch verbundenen Familien noch enger verknüpfte. Aus dieser Verbindung gingen zwei Söhne hervor: Herrand III. und Ulrich II. von Eppenstein, der wie sein Vater und Großvater das Amt eines Truchsess’ bekleidete.

## Literarisches Werk
Durch die Hochzeit mit Perchta bekam Herrand mit Ulrich von Liechtenstein einen berühmten und begabten Dichter zum Schwiegervater. Dieser regte Herrand vermutlich zu seinem eigenen literarischen Schaffen an. Wann genau die Schaffensphase Herrands begann, ist unbekannt, da weder in seinem literarischen Werk noch in anderen Aufzeichnungen Anhaltspunkte dafür gefunden werden können; den Lebensdaten zufolge wäre ein Beginn in den 1250er Jahren möglich. Das dichterische Werk Herrands zeigt durch die nahe Verbindung Einflüsse von Ulrich von Liechtenstein, aber auch der Stricker hat auf Herrands Dichtung eingewirkt.

### Überlieferung
Von einem vermutlich größeren lyrischen Werk sind insgesamt nur 3 Lieder überliefert worden. Unter dem Namen Der von Wildonie wurden diese im Codex Manesse (Cod. Pal. germ. 848) (Universitätsbibliothek Heidelberg) auf Seite 201r-v aufgezeichnet. Die Aufnahme in diese prominente Liederhandschrift aus der ersten Hälfte des 14. Jahrhunderts zeigt die große Bedeutung des Dichters Herrands von Wildon, der nach seinem Tod auch über die Landesgrenzen hinaus große Berühmtheit erlangte.
Die erzählenden Texte Herrands lassen sich in einem ebenso prominenten Werk, nämlich dem Ambraser Heldenbuch (Cod. Ser. nova 2663) auf den Blättern 217r bis 220v, finden. Zusätzlich findet Herrand im Renner von Hugo von Trimberg neben Persönlichkeiten wie Heinrich von Morungen oder Walther von der Vogelweide Erwähnung. Dort wird er aufgrund der moralisch wertvollen Aussage seiner Lieder vermerkt.

### Erzählungen
Wichtig und einflussreich zeigt sich Herrand als Verfasser von epischen Texten. Insgesamt sind vier Werke überliefert:
- Diu getriu kone (Die treue Gattin)
- Der verkêrte wirt (Der betrogene Gatte)
- Von dem blôzen keiser (Der nackte Kaiser)
- Von der katzen (Die Katze)

Diese vier Verserzählungen greifen ein in Europa weit verbreitetes und allgemein bekanntes Erzählgut auf; die Stoffe für diese Texte wurden im 13. Jahrhundert auch von anderen deutschsprachigen Autoren bearbeitet. Das Innovative daran liegt aber in der sprachlichen und erzählerischen Bearbeitung sowie in der Wahl der Gattung, die zu dieser Zeit einen hohen Grad an Modernität aufweist. Außerdem grenzt ihn die eigene Sinngebung, die Herrands ständisch-restaurative Grundhaltung herausstreicht, von anderen zeitgenössischen Autoren ab. Da der Verfasser am Ende aller vier Werke eine Namensnennung („Herrant von Wildonie“) vornimmt, kann die Autorschaft als gesichert angesehen werden.
Diu getriu kone (Die treue Gattin), ein höfisches Märe, handelt von einer jungen Frau, die sich aus Liebe zu ihrem alten, im Krieg verletzten Mann ein Auge aussticht, um ihm äußerlich näher zu sein. Die Gattin wird hier als das Idealbild der loyalen Ehefrau gezeigt und eine anzustrebende seelische Verbundenheit in der Ehe verherrlicht.
Im Gegensatz dazu wird die Frau in dem Schwankmäre Der verkêrte Wirt (Der betrogene Gatte) als betrügerische Ehefrau präsentiert. Mithilfe verschiedener Listen kann sie ihren alten, hässlichen Gatten hinterlistig von ihrer Unschuld überzeugen und bringt ihn schließlich dazu, sich als der Irrende zu fühlen. Thematische Ähnlichkeiten lassen sich zum Beispiel im Decamerone oder in der deutschen Versnovelle von dem Pfaffen mit der Schnur finden.
Die historische Beispielerzählung/Parabel Von dem blôzen keiser (Der nackte Kaiser) behandelt ein politisches Thema: Dem Kaiser Gorneus wird von einem als Doppelgänger verkleideten Engel vorgeführt, wie ein gerechter Herrscher zu handeln hat, und so auf den rechten Weg zurück geleitet. Anhand dieser Erzählung führt Herrand konkret an, welche Verfehlungen einen schlechten Herrn ausmachen; diese Thematik kann gut mit der Lebensrealität Herrands in Verbindung gebracht werden, da er zeit seines Lebens verschiedenen Herrschern zu dienen hatte.
Dem Bispel Von der katzen (Die Katze) liegt ebenfalls eine politische Thematik zugrunde: Auf der Suche nach einer mächtigeren Geliebten verlässt der Kater seine Katze, muss aber schlussendlich doch wieder zu seiner Gemahlin zurückkehren. Nach seinem Besuch bei der Sonne wird der Kater zu angeblich immer mächtigeren Protagonisten wie dem Nebel, dem Wind, der Mauer und hernach zur Maus weiterverwiesen, die selbst dennoch nur eines fürchte, nämlich seine Gemahlin, die Katze. Diese Geschichte soll laut Autor als Warnung gelesen werden, seinem ursprünglichen Lehensmann die Treue zu halten, was wiederum durch den Bezug auf den eigenen Hintergrund von Herrand verständlich erscheint.
Das nachfolgende Textbeispiel, die abschließenden Zeilen aus Der Katze, handelt von der Rückkehr des Katers zur Katze und empfiehlt in einem allgemeiner gehaltenen Ratschlag, dem ursprünglichen Herrn die Treue zu halten und ihm loyal zu dienen.
er gedenket: „wære ich dâ beliben,

sô het ich noch die triuwe mîn

und möhte ez noch gebezzert sîn.“

er vert hin heim, und vindet er

den hêrren sîn in solher ger,

daz er in fürbaz hât für vol,

dem hêrren sol er dienen wol;

und lâze al sînen übermuot

und habe die katzen sîn für gout.

den rât iu râtet Herrant

von Wildonie genant.

Neuhochdeutsche Übersetzung

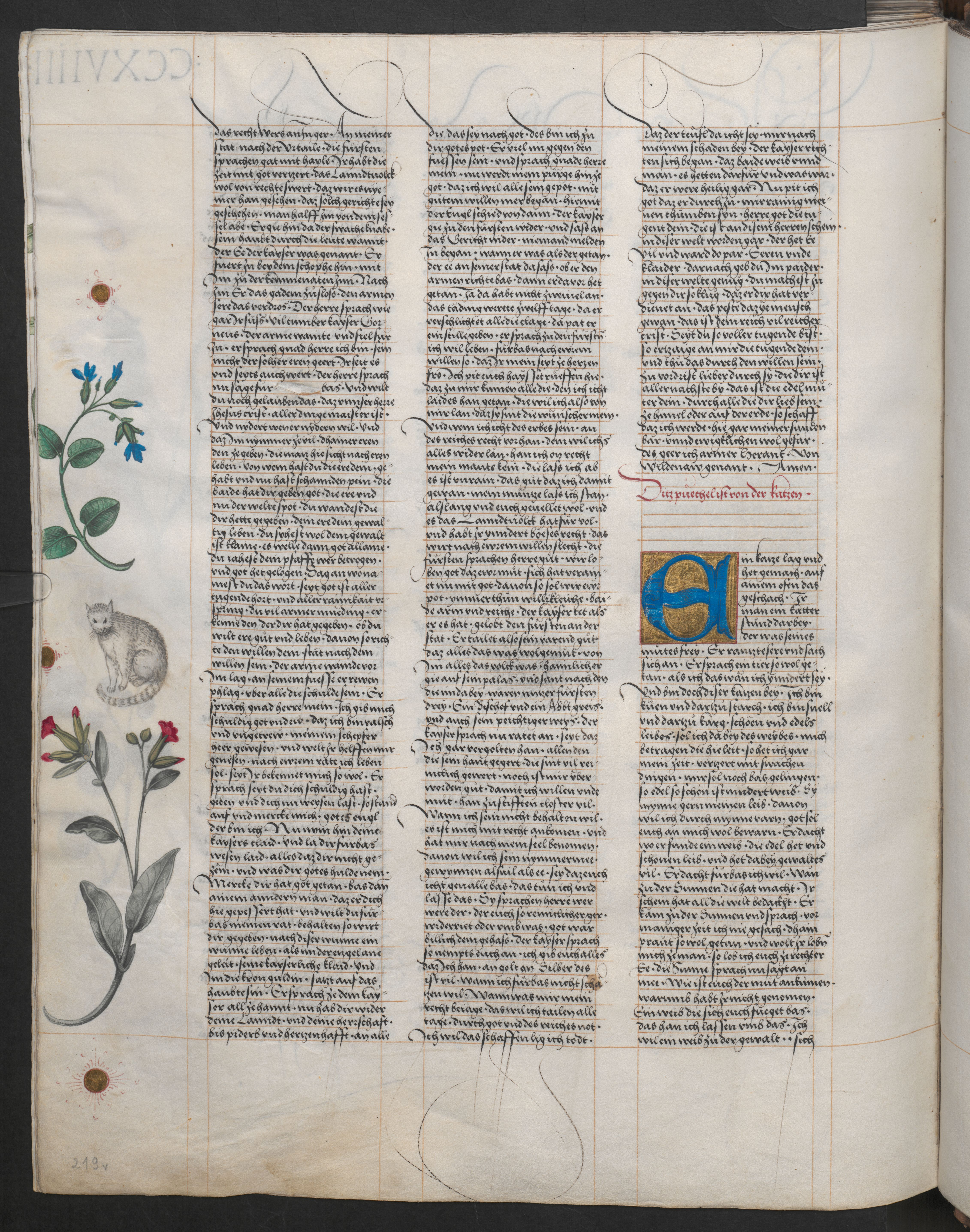
Beginn der Verserzählung „Von der katzen“,
Seite 219v im [http://www.handschriftencensus.de/3766 „Ambraser Heldenbuch“

Er denkt sich: „Wäre ich dort geblieben,

gälte ich noch als treu

und hätte es längst viel besser.“

Er zieht in seine Heimat, und wenn er dort

auf seinen Herrn trifft, der bereit ist,

ihn sofort anzuerkennen,

so soll er diesem Herrn gut dienen

und all seine Überheblichkeit beiseitelassen –

und er halte an dieser seiner Katze fest.

Diesen Ratschlag gibt euch Herrand,

genannt der von Wildon.

### Lyrik
Aufgrund der Erwähnung Herrands im Renner kann davon ausgegangen werden, dass das lyrische Werk umfangreicher gewesen sein muss, als es heute bekannt ist.
Wie beliebt das lyrische Werk Herrands im Mittelalter selbst war, kann anhand der außergewöhnlichen Überlieferung im Codex Manesse

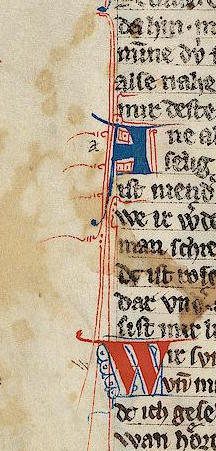
Ausschnitt aus Seite 201v, Codex Manesse, mit den Lombarden „A“ und „W“

veranschaulicht werden. Einige Besonderheiten der Aufzeichnung auf Seite 201v der Handschrift sprechen dafür, dass Lied 3 erst zu einem späteren Zeitpunkt hinzugefügt worden ist: Dies erkennt man zum Beispiel an der Lombarde W (Anfangsbuchstabe des ersten Wortes der ersten Strophe des dritten Liedes), die die Verzierungslinien der vorhergehenden Lombarde A überdeckt und -schneidet (vergleiche dazu die nebenstehende Abbildung). Dies widerspricht klar der Aufzeichnungsmethode im gesamten sonstigen Codex. Daraus kann gefolgert werden, dass der Schreiber der Handschrift während des Entstehungsprozess nach weiterem Material des Dichters gesucht, tatsächlich ein weiteres Lied gefunden hat und dieses im freigelassenen Teil der Seite einfügen konnte. Diese nachträgliche Addition kann als Indiz dafür gesehen werden, dass der steirische Dichter auch außerhalb Österreichs angesehen und seine Dichtung so beliebt war, dass noch Jahrzehnte nach seinem Tod an einer möglichst vollständigen Überlieferung seines lyrischen Werks gearbeitet wurde.
Die drei noch erhaltenen kurzen Minnelieder folgen allgemein der Tradition der hochhöfischen Minnedichtung.
Das erste der drei Lieder (Lieber sumer) kann am ehesten dem Winterlied zugeordnet werden, weist aber einige Besonderheiten auf, die einer eindeutigen Zuordnung widersprechen: Statt der obligatorischen Klage des lyrischen Ichs über seinen Liebesschmerz kommen in der zweiten Strophe die vom Winter hart mitgenommenen Vöglein zu Wort. Zum Schluss werden diejenigen gelobt, die dem Winter trotzen und sich ehrenhaft verhalten.
Das zweite der überlieferten Lieder (Des meien zît) entspricht dem Typus des Maienliedes; es werden sowohl die heitere Maienzeit wie auch die Schönheit der Geliebten besungen.
Das zuletzt aufgezeichnete Lied (Wir suln hôhen muot empfâhen) preist nach einem Natureingang ebenfalls eine schöne und ehrenhaft Frau.
Die symmetrische Form aller Lieder, aderrhythmische Aufbau sowie die Dreistrophigkeit, die auch bei den meisten anderen Minnesängern dieser Zeit die beliebteste war, zeigt deutlich, dass die Lieder für einen Gesangsvortrag bestimmt waren. Die Melodien dazu wurden allerdings nicht mit aufgezeichnet – was in der Frühzeit der Minnesangüberlieferung auch nicht üblich war.
Im nachfolgenden Textausschnitt, Strophe 3 des ersten Liedes (Cod. Pal. germ. 848, 201v), preist das lyrische Ich in der Rolle des Vögleins die ehrenvollen Menschen und wünscht ihnen ein glückliches und gesegnetes Leben.
Strophe 3 (siehe nebenstehende Abbildung)

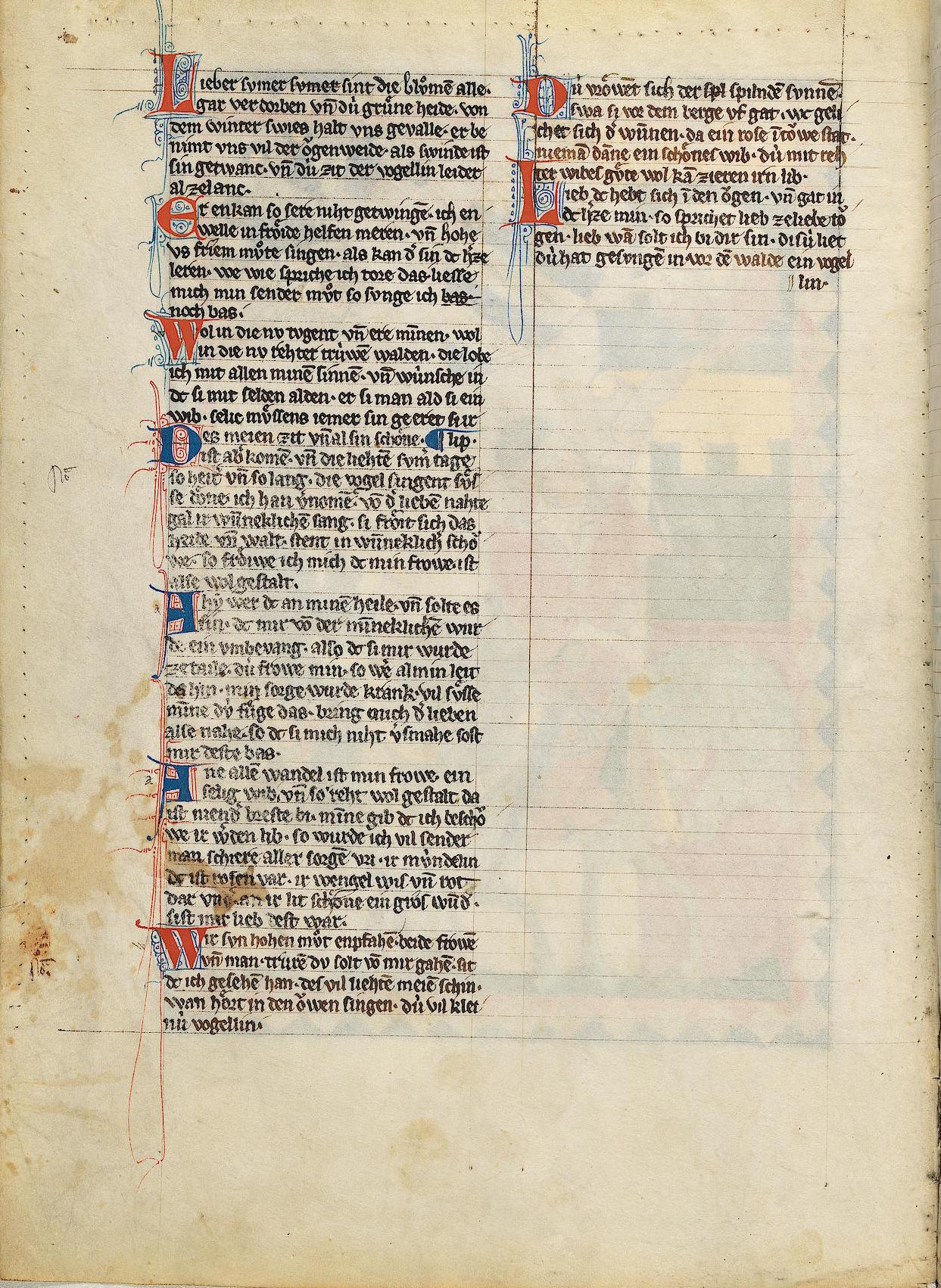
[http://digi.ub.uni-heidelberg.de/diglit/cpg848/0398 Seite 201v aus dem Codex Manesse mit den drei Minneliedern des Herrand von Wildon

Wol in, die nu tugent und êre minnen,

wol in, die nu rehter triuwen walden!

die lobe ich mit allen mînen sinnen

und wünsche in, daz sî mit saelden alden.

ez sî man ald sî ein wîp,

saelic müezens iemer sîn,

gêret sî ir lîp!
Neuhochdeutsche Übersetzung
Wohl den Menschen, denen jetzt Tugendhaftigkeit

und ehrenvolles Verhalten teuer sind, wohl ihnen,

die jetzt wahre Treue ihr eigen nennen!

Sie rühme ich aus meiner vollsten Überzeugung

und wünsche ihnen, dass sie in Glück

und Segen alt werden mögen

– ob Mann oder Frau stets seien sie

wahrhaft glücklich und angesehen!
Das Charakteristische an Herrands erzählenden Texten, die konservative Grundhaltung und eine deutliche didaktische Botschaft, weisen auch seine Minnelieder auf. Wie vor allem die letzte Strophe des ersten Liedes zeigt, verbirgt sich unter der offensichtlichen meist eine weitere, erst auf den zweiten Blick wahrnehmbare Bedeutungsebene. Neben konventioneller Minnemotivik, wie die Besingung der Natur und schöner Frauen, schwingt nämlich auch eine politisch gefärbte Sinnebene mit. Ähnlich wie in Herrands Verserzählungen lässt sich eine moralisch-ethische Aussage ausmachen, die wiederum auf das Verhältnis von Dienstherr zu Dienstmann anspielt. Offensichtlich wird dies vor allem durch die Betonung und Verherrlichung von Treue und Tugendhaftigkeit. Diese doppelte Codiertheit der Minnelieder, die sich wie schon erwähnt durch Herrands eigene Erfahrungen in der Politik erklären und sowohl in den epischen wie auch lyrischen Texten nachweisen lässt, hebt Herrand von Wildon deutlich von seinen Zeitgenossen ab.

## Nachwirkung
Neben den schon erwähnten Quellen (Codex Manesse, Ambraser Heldenbuch, Der Renner) weist vor allem das erzählende Werk von Herrand eine große Nachwirkung auf. Bis hinein in die Gegenwart lassen sich Einflüsse auf literarische Zeugnisse oder andersartige Projekte finden. So wurde im Zuge der Steirischen Literaturpfade des Mittelalters ein Pfad, der Die Katze als Thema hat, für den Dichter errichtet. Der Rundgang befindet sich in Herrands Geburtsort Wildon und wurde 2012 eröffnet.
Durch dieses Projekt angeregt entstand im Jahr 2015 die Anthologie Literarische Verortungen. Darin gesammelt sind verschiedenartigste Texte von Gegenwartsautoren (wie zum Beispiel Gerhard Roth oder Andreas Unterweger), die direkt von den literarischen Themen der Steirischen Literaturpfade angeregt wurden. Herrand von Wildon widmete zum Beispiel Christian Teissl mit Die unterbrochene Reise einen anspielungsreichen Text, der die Themen von Herrands Verserzählungen verarbeitet.
Im Steiermärkischen Landesarchiv konnte von Mai 2016 bis Juli 2018 die Ausstellung dichterleben besichtigt werden, bei der neben Herrand auch andere steirische Dichter (Andreas Kurzmann, Philipp von Seitz, Ulrich von Liechtenstein und Hugo von Montfort) zu Wort kamen.